# Thời sự ký
Thời sự ký (tiếng Nga: Хро́ника теку́щих собы́тий, Khronika tekushchikh sobytiy) là một trong các tạp chí ngầm xuất bản lâu nhất tại Liên Xô giai đoạn sau Stalin. Tập san đưa tin những vi phạm dân quyền và thủ tục tư pháp của chính phủ Liên Xô và phản ứng của công dân khắp nước. Ra mắt vào tháng 4 năm 1968, tạp chí chóng trở thành giọng nói chính của phong trào nhân quyền Liên Xô ở trong và ngoài nước.
15 năm, Thời sự ký loan tin 424 phiên tòa chính trị, có tất cả 753 bị cáo phải khép tội. Bên cạnh đó có 164 người bị tuyên bố là mất trí và bị bắt đi điều trị vô thời hạn ở các bệnh viện tâm thần. Năm 1973, nhà tiểu thuyết và phê bình văn học Lydia Chukovskaya viết
"... cuộc đàn áp sách vở samizdat, Thời sự ký, cùng với Sakharov, Solzhenitsyn, và hàng trăm người khác không thể gọi là đấu tranh tư tưởng được, mà một lần nữa chính là thủ đoạn khóa mồm người dân qua các nhà giam và trại lao động."

Bất kể sự quấy rối ngày ngày của chính quyền Liên Xô, hơn 60 số của Thời sự ký được soạn và truyền đi lưu hành từ tháng 4 năm 1968 đến tháng 8 năm 1983. Số 59 tháng 11 năm 1980 bị cơ quan an ninh Liên Xô tịch thu. Số chót là số 64 tháng 6 năm 1982 không đưa vào lưu hành cho đến cuối tháng 8 năm sau. Tuy tài liệu đã được thu thập và chứng thực đến ngày 31 tháng 12 năm 1982, nhưng số 65 không được lưu hành.

## Tóm tắt
Thời sự ký cung cấp cái nhìn mới lạ về bản chất và mức độ của sự đàn áp chính trị ở Liên Xô. Không có sách vở ngầm nào khác vừa đưa tin khắp nước lâu như Thời sự ký vừa chép mọi vi phạm nhân quyền ở cấp quốc gia và địa phương của chính quyền Liên Xô giai đoạn sau Stalin.
Thời sự ký phỏng theo các sách vở ngầm có nội dung hạn hẹp được xuất bản trước. Đầu thập niên 70, nó được lấy làm mô hình cho Báo Ukrayina (tiếng Ukrayina: Ukrainsky visnyk) ở Ukrayina và Ký sự Công giáo ở Lietuva tại Lietuva. Lớp sách vở đi trước Thời sự ký là do những tín đồ giáo phái Tẩy lễ và người qırımtatarlar biên soạn đương lúc bị đàn áp. Thời sự ký là sáng kiến của những người bất đồng ý trong làng văn học khoa học ở Moskva. Các biên tập và người hợp tác bị cuộc xâm lược Tiệp Khắc vào tháng 8 năm 1968 đặc biệt tác động: số thứ ba của tạp chí, nhiều báo cáo tiếp theo với mục "cập nhật samizdat" đều tập trung vào sự kiện.
Thời sự ký mở rộng phạm vi loan tin đến hầu hết các bang, nhóm tôn giáo và dân tộc của Liên Xô, trừ các tín đồ Hồi giáo và các bang Trung Á ra.
Andrei Sakharov, Andrei Tverdokhlebov, Vladimir Albrecht, ngày 28 tháng 5 năm 1974
Natalya Gorbanevskaya là chủ nhiệm và người đánh chữ đầu tiên của Thời sự ký. Cô ấy viết nhiều bài cho tập san và có công giới thiệu phần "cập nhật samizdat" định kỳ. Vì tham gia biểu tình ở Quảng trường Đỏ vào năm 1968 nên Natalya phải bị kiểm tra tinh thần và vào năm 1970, cô ấy bị khép án và bắt đi Bệnh viện Tâm thần đặc biệt Kazan; năm 1972, Natalya mới được thả.
Các chủ nhiệm theo sau Natalya đều bị quấy rối và đe dọa và sẽ ba chìm bảy nổi cả trong 13 năm tới.

## Quá trình xuất bản và tính hợp pháp

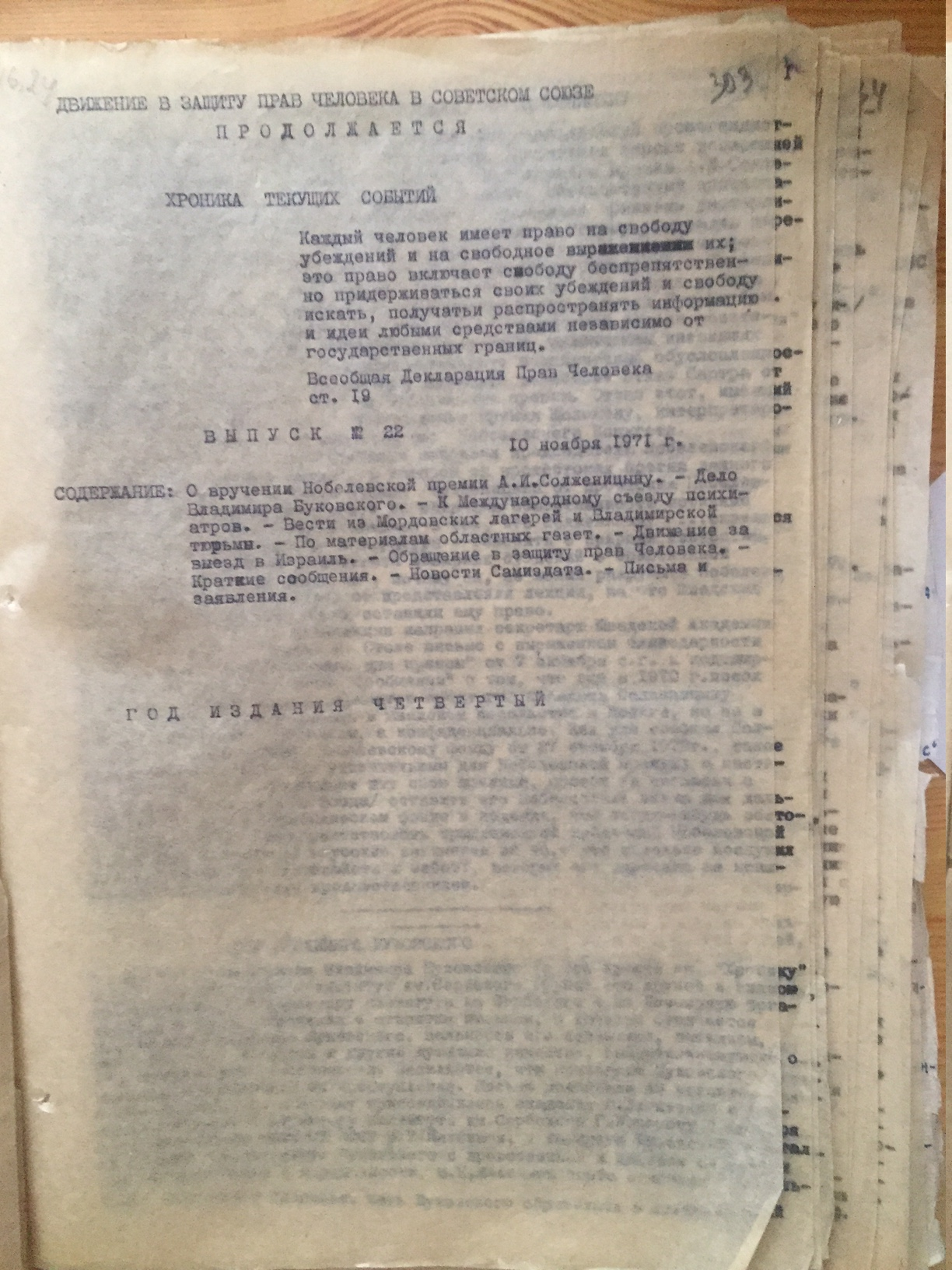
Số 22, đề ngày 10 tháng 11 năm 1971

### Khởi đầu: số 1-27 (1968-72)

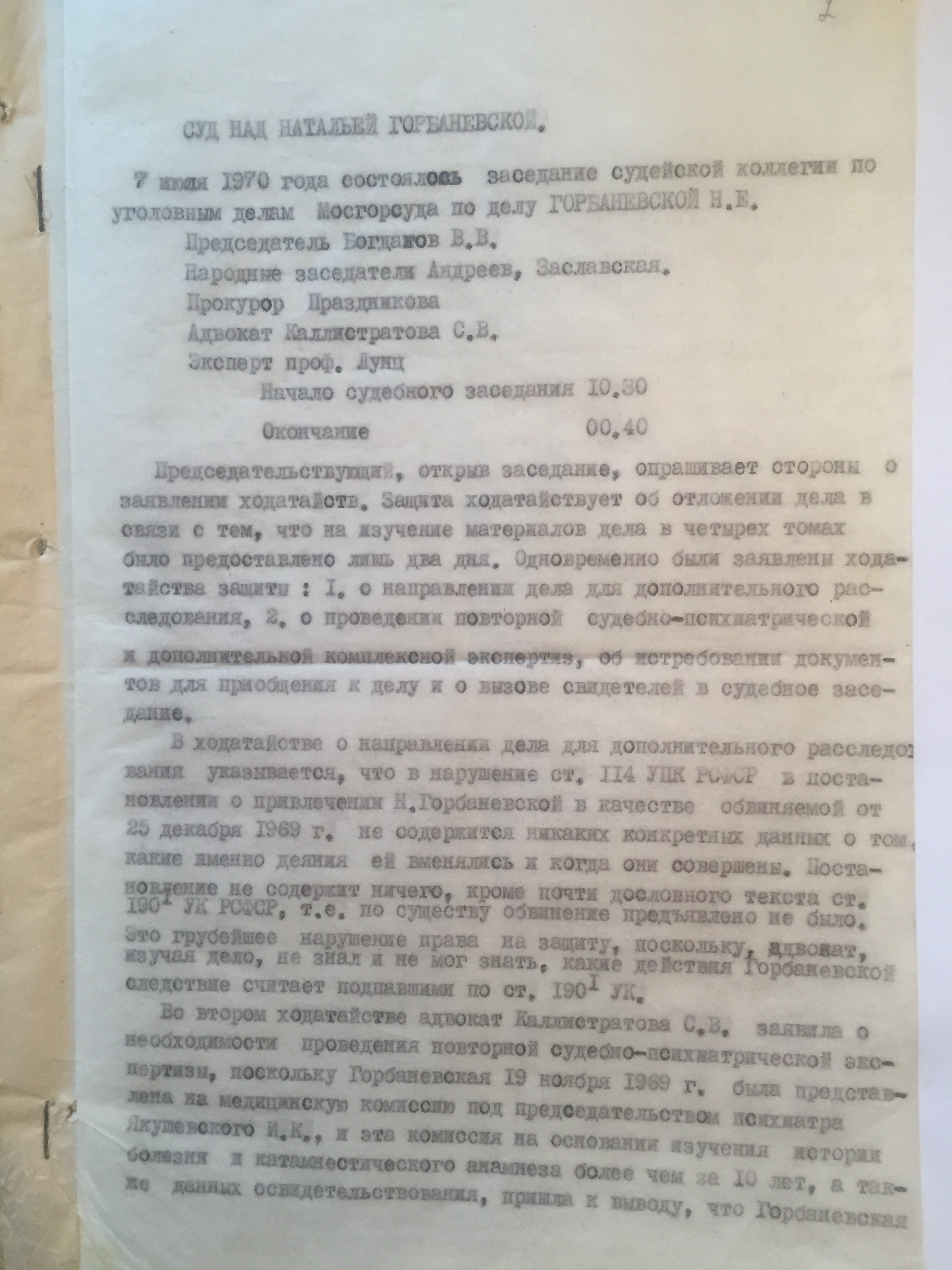
Báo cáo về phiên xét xử Natalya Gorbanevskaya, số 15 (ngày 31 tháng 8 năm 1970)